# Palaeoryctidae
Palaeoryctidae é uma família extinta de mamíferos eutérios que viveram na América do Norte e Ásia durante o Paleoceno e Eoceno.

## Taxonomia
A família foi descrita por H. Winge em 1917. O posicionamento taxonômico da família é incerto. Já foi classificada nas ordens Insectivora e Cimolesta. Estudos recentes posicionam a família como Eutheria incertae sedis.

### Gêneros
- Palaeoryctes Matthew, 1913 - Paleoceno Superior – Eoceno, América do Norte
- Pararyctes Van Valen, 1966 - Paleoceno - Eoceno, América do Norte
- Aaptoryctes Gingerich, 1982 - Paleoceno Superior, América do Norte
- Eoryctes Thewissen & Gingerich, 1989 - Eoceno Inferior, América do Norte
- Nuryctes Tong, 2003 - Eoceno, China, Mongólia, Quirquistão
- Lainoryctes Fox, 2004 - Paleoceno Superior, América do Norte
- Ottoryctes Bloch, Secord & Gingerich, 2004 - Eoceno Inferior, América do Norte
- Pinoryctes Lopatin, 2006 - Paleoceno Superior, Mongólia